# Sông Quache
Sông Quache là một con sông của Venezuela. Sông Quache là một phần của lưu vực sông Orinoco, nằm hoàn toàn trên lãnh thổ Venezuela.